# Le Râteau
Pour les articles homonymes, voir Râteau.
Le Râteau (3 809 mètres) est un sommet important du massif des Écrins dans les Alpes.

## Toponymie
Le Râteau tire son nom de son sommet aux arêtes dentelées.

## Géographie

### Situation
Le Râteau domine la vallée de la Romanche et le village de La Grave au nord, et le vallon sauvage de la Selle (ou vallon du Diable) au sud. Le Râteau est compris entre le dôme de la Lauze (3 600 m et la brêche de la Meije (3 357 m).

### Topographie
Le Râteau présente l'aspect d'un râteau ou d'un peigne allongé d'est en ouest sur environ 750 m avec plusieurs dents dont deux sommets distincts à ses extrémités : 
- le sommet oriental (3 809 mètres), glaciaire, donnant sur les vallons de la Selle et des Étançons ;
- le sommet occidental (3 769 mètres), rocheux, qui se prolonge en une arête qui sépare le glacier de la Girose de celui du Râteau.

## Alpinisme

### Histoire
- 1873 - Première ascension par Miss Meta Brevoort, W. A. B. Coolidge avec Christian Almer, Peter Michel, Peter Bleuer et Christian Roth, le 11 juillet
- 1876 - Sommet est par l'arête sud, par Andreas Maurer, Henri Cordier et Jakob Anderegg, le 3 juillet
- 1931 - Premier parcours de l'arête nord-nord-ouest par Jean-Antoine Morin avec A. Giraud, A. Roux et J.F. van der Waarden
- 1938 - Face nord par Andéol Madier de Champvermeil, le 19 septembre avec Maurice Fourastier. Première hivernale par Philippe Chevalier et Jean Samet en décembre 1975. Première solitaire hivernale par Patrick Berhault en mars 1996[2].
- 1996 - Face nord, L'empire des sons ouverte les 6 et 7 mars en solitaire par Christophe Moulin[2].
- 1998 - Face nord, goulotte centrale No sympa par Raphaël Borgis et Damien Charignon en mars[2].
- 2000 - Face nord, Buffet Froid ouverte en solitaire hivernale par Jérôme Blanc-Gras, élève de Christophe Moulin[2].
- 2003 - Face nord, La valse aux adieux ouverte le 1er avril par Sébastien Constant et Jérôme Mercader en hommage à Raphaël Borgis[2].

### Voie normale

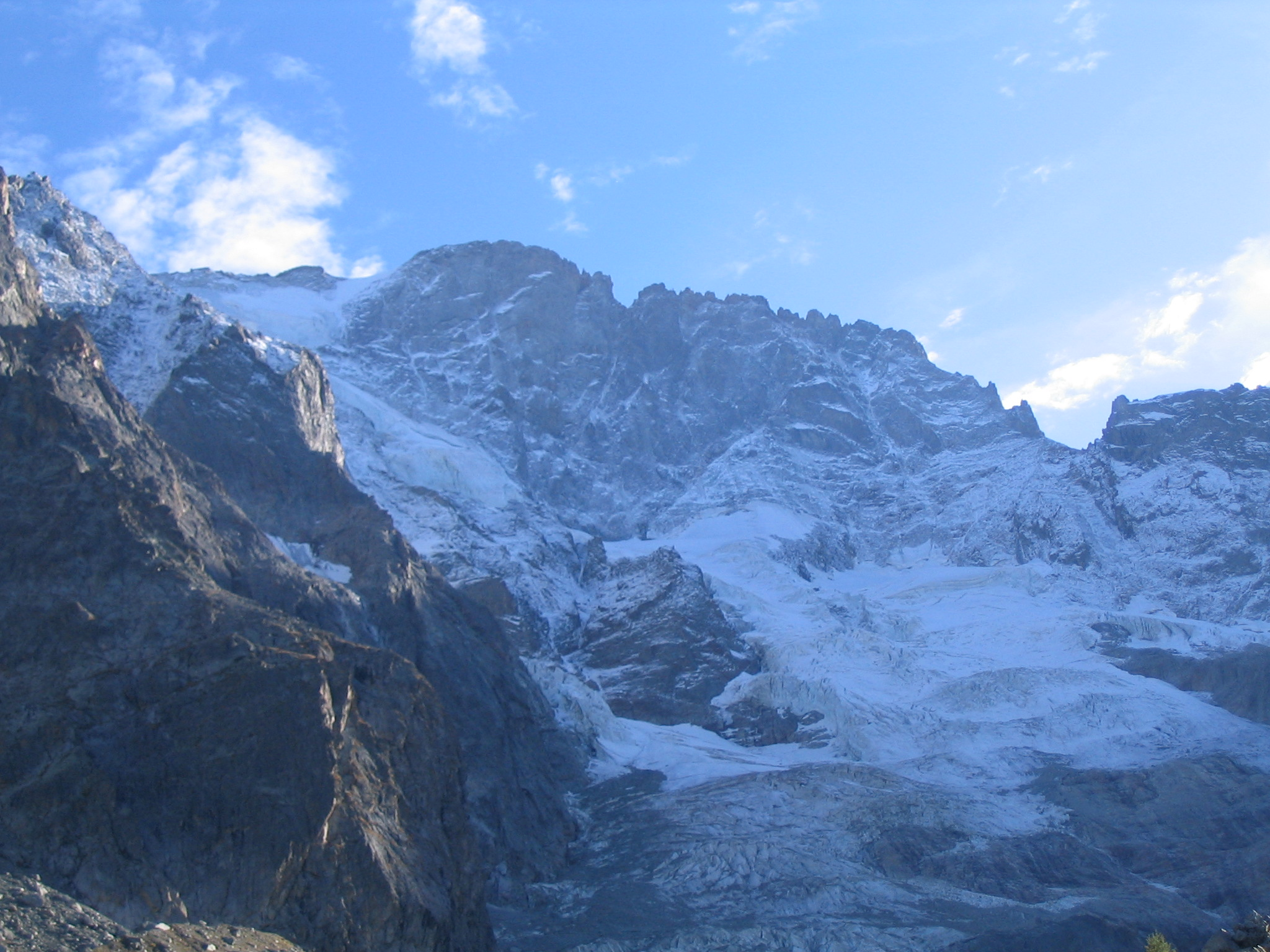
Face Nord du Râteau.

La voie Normale emprunte l'arête Sud depuis la Brèche du Râteau, tandis que sa face Nord offre des courses rocheuses et glaciaires difficiles et de grandes ampleurs, souvent en mauvais rocher. Sa face Est peut être gravie depuis la Brèche de la Meije.